# Livingston (Montana)
Livingston is een plaats (city) in de Amerikaanse staat Montana, en valt bestuurlijk gezien onder Park County.

## Demografie
Bij de volkstelling in 2000 werd het aantal inwoners vastgesteld op 6851.
In 2006 is het aantal inwoners door het United States Census Bureau geschat op 7279, een stijging van 428 (6,2%).

## Geografie
Volgens het United States Census Bureau beslaat de plaats een oppervlakte van
6,8 km², geheel bestaande uit land. Livingston ligt op ongeveer 1372 m boven zeeniveau.

## Plaatsen in de nabije omgeving
De onderstaande figuur toont nabijgelegen plaatsen in een straal van 52 km rond Livingston.

## Geboren
- Pete Lovely (1926–2011), Formule 1-coureur